# Єреминське
Єре́минське (рос. Ереминское) — село у складі Верховазького району Вологодської області, Росія. Входить до складу Верхівського сільського поселення.

## Населення
Населення — 8 осіб (2010; 19 у 2002).
Національний склад (станом на 2002 рік):
- росіяни — 100 %